# Instituto Tecnológico Bolivia Mar
El Instituto Tecnológico Bolivia Mar, se encuentra en la ciudad de El Alto, Bolivia. Es uno de los centros de formación técnica más importantes de El Alto.

## Historia
Fue creada por ley 2192/01 - ley 3126/05 de 2009. Debido a la importancia comercial de la ciudad de El Alto, desde su fundación el Instituto Tecnológico Bolivia Mar tuvo un gran impacto en la vida de muchos de sus estudiantes. Además, el Tecnológico "BOLIVIA MAR" que en otrora era un anhelo para la ciudad de El Alto, ya existía desde la ley 2192/2001, promulgada durante la presidencia del General Hugo Banzer Suárez; mediante esta ley se le otorga parte del terreno de YPFB en el sector de Senkata.
Otro hecho importante fue la promulgación de la Ley 3126/2005 durante la Presidencia de Eduardo Rodríguez Veltze, mediante la cual se declara prioridad nacional a la construcción de la infraestructura del Tecnológico Bolivia Mar; entonces, el Bolivia Mar tiene más de 10 años de existencia, contando desde su fundación. Como no se pudo esperar más a la demanda de la comunidad estudiantil, se vio la necesidad de iniciar actividades regularmente el año 2009; aunque por ahora funciona en predios prestados, se espera que muy pronto ocupe los predios que realmente le corresponden.

En 2010, el Instituto Tecnológico Bolivia Mar cerró su gestión académica con la graduación de los primeros técnicos, quienes fueron entrenados y formados en diferentes ramas, especialmente en instalaciones de gas.
El 4 de marzo de 2012, durante el gobierno de Evo Morales, se puso la piedra fundamental para la construcción de nuevas aulas para el Instituto Bolivia Mar.

## Ubicación
El Instituto Tecnológico Bolivia Mar cuenta con una infraestructura propia, la cual fue entregada en septiembre del 2014, que se encuentra ubicada en la Zona Unificada Potosí, sobre la avenida Juana Calahuma s/n del Distrito 8, a unas cuadras de la ex tranca de Senkata. Esta nueva infraestructura, cuenta con talleres para cada una de las carreras técnicas del instituto, además de un edificio con laboratorios de informática y aulas amplias y cómodas.

## Carreras
El Instituto alberga las siguientes carreras:
| CARRERA                           | NIVEL DE EGRESO  |
| --------------------------------- | ---------------- |
| Analista de Sistemas Informáticos | Técnico Superior |
| Confección Textil                 | Técnico Superior |
| Construcción Civil                | Técnico Superior |
| Electricidad Industrial           | Técnico Superior |
| Redes de Gas                      | Técnico Superior |
| Mecánica Industrial               | Técnico Superior |
| Mecánica Automotriz               | Técnico Superior |

Fuente: Ministerio de Educación de Bolivia

## Hechos importantes
En mayo de 2012, Microsoft anuncio una alianza estratégica con el Instituto Tecnológico Bolivia Mar que permitirá la implementación de los programas de capacitación impulsados por el Programa Alianza para la Educación (PIL por sus siglas en inglés) de Microsoft a favor de los docentes y alumnos del Instituto Tecnológico Bolivia Mar.